# Абрамов, Андрей Васильевич

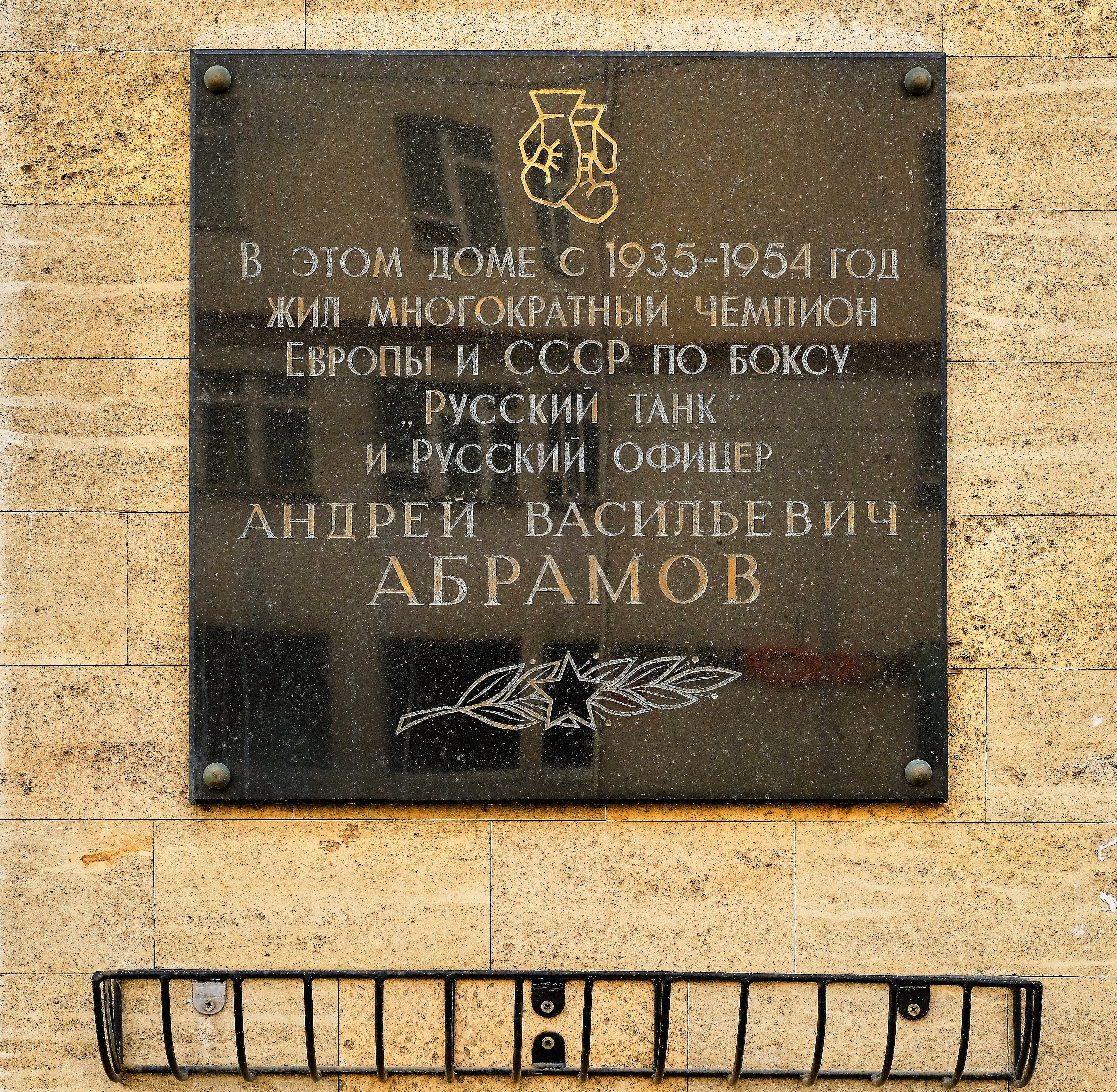
Мемориальная доска на доме № 175 по ул. К. Маркса в Ижевске

Андре́й Васи́льевич Абра́мов (5 декабря 1935 года — 4 мая 1995 года) — советский боксёр, заслуженный мастер спорта СССР (1962), чемпион СССР (1957, 1958, 1960—1963), чемпион Европы (1957, 1959, 1961), серебряный призёр первенства Европы (1963), участник XVII Олимпийских игр (Рим, 1960), один из сильнейших боксёров-тяжеловесов 50-60-х годов XX века.

## Биография
Родился в 1935 году в Ижевске.
Впервые занялся боксом в конце 1940-х годов в спортивной секции машиностроительного завода. Первой вершиной в спортивной карьере была победа в 1952 году на первенстве ЦС ДСО «Зенит». В 1954 году стал чемпионом России. Был принят в сборную СССР вместо Альгирдаса Шоцикаса.
За спортивную карьеру им было проведено 160 боёв, в 148 из которых им были одержаны победы.
На Олимпийских играх в Риме в 1960 году Андрей Васильевич Абрамов дошёл до 1/4 финала, где уступил по очкам будущему чемпиону Франческо де Пикколи.

## Спортивные достижения
Международные
- Чемпионат Европы по боксу 1957 года —
- Спартакиада дружественных армий 1958 —
- Чемпионат Европы по боксу 1959 года —
- Чемпионат Европы по боксу 1961 года —
- Чемпионат Европы по боксу 1963 года —

Всесоюзные
- Чемпионат СССР по боксу 1957 года —
- Чемпионат СССР по боксу 1958 года —
- Чемпионат СССР по боксу 1960 года —
- Чемпионат СССР по боксу 1961 года —
- Чемпионат СССР по боксу 1962 года —
- Чемпионат СССР по боксу 1963 года —
- Чемпионат СССР по боксу 1964 года —

Региональные
- Чемпионат РСФСР по боксу 1954 года —

### Спортивные звания
- «Выдающийся боксёр СССР» (1959)
- Заслуженный мастер спорта СССР
- Мастер спорта СССР (1957[2])